# María Martínez Sierra
María Martínez Sierra, pseudonimo di María de la O Lejárraga García (La Rioja, 28 dicembre 1874 – Buenos Aires, 28 luglio 1974), è stata una scrittrice, drammaturga e traduttrice spagnola.

## Biografia

### I primi anni
María de la O Lejárraga García nacque a San Millán de la Cogolla (La Rioja) il 28 dicembre 1874, prima di sette figli di una famiglia benestante. All'età di quattro anni si trasferì con la famiglia a Carabanchel Bajo per avvicinarsi alla nuova sede di lavoro del padre, Leandro Lejárraga Estecha, originario di Tormantos, che svolgeva l'attività di medico. La madre, Natividad García Garay, madrilena, si occupò personalmente dell'educazione dei figli, seguendo i programmi educativi francesi: Maria apprese perfettamente il francese, a tal punto da farle dire di non sapere con quale delle due si esprimesse meglio.
All'età di tredici anni venne iscritta a Madrid alla Scuola di insegnamento e di commercio dell'Asociación para la Enseñanza de la Mujer (Associazione per l'insegnamento delle donne), un progetto educativo creato nel 1870 dal pedagogo e intellettuale Fernando de Castro con l'obbiettivo di promuovere l'educazione e l'istruzione delle donne in tutti gli ambiti della vita sociale. In questa scuola entrò in contatto con le idee pedagogiche dell'Institución Libre de Enseñanza e i principi educativi di Emilia Pardo Bazán, ed ebbe come compagna María Goyri, futura scrittrice e filologa, poi moglie di Ramón Menéndez Pidal.
Nel 1894, all'età di vent'anni, conseguì il diploma di maestra; lavorò come insegnante dal 1897 al 1907 nei quartieri popolari di Madrid, conoscendo da vicino le misere condizioni di vita dei bambini di estrazione proletaria. Nel 1905 si recò in Belgio con una borsa di studio che le permise di conoscere i sistemi educativi di quel paese, le Case del Popolo e le tesi socialiste. Tuttavia, le sue ambizioni letterarie si scontrarono con la società in cui era cresciuta, ostile all'idea che le donne si dedicassero alle arti e alle scienze.
Nel 1899 pubblicò la sua prima opera, Cuentos breves: lecturas recreativas para niños, che, a detta dell'autrice, fu accolta freddamente dalla sua famiglia, a tal punto da farle affermare di non voler più scrivere firmando con il proprio nome. Fino agli anni Cinquanta del Novecento, salvo rare eccezioni, usò come pseudonimo il nome del marito, lo scrittore e drammaturgo Gregorio Martínez Sierra.

### Matrimonio e produzione teatrale e musicale

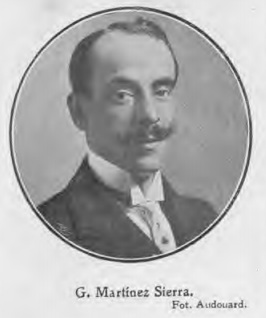
Gregorio Martinez Sierra, marito di Maria Lejarraga, sotto il cui nome la scrittrice pubblicò la quasi totalità delle proprie opere

Gregorio Martínez Sierra, con il quale Maria si sposò nel 1900, era un amico di lunga data, di sei anni più giovane di lei, uno dei figli della famiglia di imprenditori e commercianti che i Lejárraga frequentavano da anni. Gregorio, come María, era appassionato di teatro e di letteratura e anche dopo aver abbandonato l'università continuò a coltivare il suo interesse per le lettere. La collaborazione letteraria con Maria iniziò nel 1898, quando i due ancora non erano legati sentimentalmente. Scrissero insieme, sotto la firma di Gregorio Martínez Sierra, El poema del trabajo (1898), Diálogos fantásticos (1899), il poema in prosa Flores de escarcha (1900), Teatro de ensueño e il romanzo Almas ausentes (1900), che ricevette un premio in denaro; nel 1899 misero in scena La bisbetica domata di Shakespeare.
Nel 1901 Gregorio Martínez Sierra esordì nel mondo editoriale con la sua prima rivista, Vida moderna, che ospitò sia scrittori modernisti che realisti e durò solo quattro numeri. Seguì la rivista Helios (1903-1904), in collaborazione con Maria Lejárraga e Juan Ramón Jiménez, ritenuta una delle principali voci del modernismo, in cui pubblicarono, tra gli altri, Emilia Pardo Bazán, Antonio Machado, Jacinto Benavente. Nel 1907 fu la volta di Renacimiento, una rivista di breve durata ma di discreto successo, che incluse la casa editrice omonima, grazie alla quale vennero introdotti in Spagna importanti drammaturghi stranieri, tra cui George Bernard Shaw, James Barrie e Luigi Pirandello. Lejárraga era una poliglotta e realizzò personalmente la maggior parte delle traduzioni inglesi e alcune francesi apparse in queste riviste.
Nel 1904 i Martinez Sierra pubblicarono Horas de sol, Golondrinas de sol, La humilde verdad e la raccolta di racconti Sol de la tarde.
Nel 1908 María Lejárraga lasciò il suo lavoro di insegnante e prese un congedo per dedicarsi completamente alla scrittura.

#### Drammaturgia
Dopo il 1910 Maria e Gregorio si dedicarono intensamente alla drammaturgia, producendo un numero molto consistente di opere messe in scena a Madrid, la più famosa delle quali, premiata dall'Accademia Reale spagnola e tradotta in diverse lingue, fu il dramma in due atti Canción de cuna, di cui nel 1941 venne realizzata la versione cinematografica; racconta la storia di Teresa, una bambina abbandonata alle porte di un convento domenicano in Castiglia, dove verrà allevata dalle suore. Altre commedie che hanno al centro personaggi femminili e che ritraggono la vita religiosa, in particolare quella dei conventi, in modo umanizzato e realistico, sono state interamente attribuite a Maria, come Lirio entre espinas, Los pastores, Navidad, così come moltissime altre opere, fra cui Primavera en otoño (1911), El reino de Dios (1916), Sueño de una noche de agosto (1918), Seamos felices (1929), Triángulo (1930).
Lejárraga collaborò anche con scrittori affermati come il poeta e drammaturgo Eduardo Marquina, che tradusse in versi due delle opere in prosa da lei scritte: El pavo real (1923), che conobbe un grande successo, e Una noche a Venecia (1924). Con Carlos Arniches produsse La chica del gato, di cui venne realizzata la versione cinematografica.
Dal 1916 al 1926 Gregorio Martínez Sierra diresse il famoso Teatro Eslava di Madrid, con il progetto imprenditoriale di introdurre tra il pubblico spagnolo il «Teatro d'Arte» su ispirazione del Théâtre Libre di André Antoine, un teatro non commerciale, attento al rinnovamento del repertorio e della scenografia e aperto alla collaborazione di artisti, scenografi, decoratori e musicisti, conosciuti e non. Nel corso di dieci anni Gregorio portò in scena come regista oltre 120 opere dei migliori drammaturghi spagnoli e stranieri, tra testi originali e traduzioni fatte da Maria, e diede spazio a nuovi autori, tra cui García Lorca, Concha Espina, Jacinto Grau e Alberto Insúa. La felice combinazione di testi drammatici scritti da Maria e la loro geniale e innovativa messa in scena da parte di Gregorio, collocò la produzione teatrale dell'impresa "Gregorio Martínez Sierra" tra le più importanti dell'epoca.
Nel 1922, a seguito della relazione di Gregorio Martinez Sierra con la principale attrice della sua compagnia, Catalina Bárcena, con la quale lo scrittore visse fino alla fine dei suoi giorni, avvenne la separazione, però mai tradotta in divorzio, con la moglie Maria Lejárraga. Nonostante tale rottura, la lunga tournée in Europa, Stati Uniti e America Latina della "Compañía lírico-dramática Gregorio Martínez Sierra" fondata nel 1925, e il successivo trasferimento a New York di Gregorio, Catalina Bárcena e della loro figlioletta, alla ricerca di nuove opportunità teatrali, Maria Lejárraga non cessò la sua collaborazione professionale con il marito, né il suo rapporto personale, che restò sempre cordiale.
Durante l'assenza di Gregorio, di ritorno in Spagna nel 1929, Maria si occupò degli affari legati al suo teatro, il Teatro Lara, e continuò a scrivere opere teatrali sotto lo pseudonimo del marito, come Alicia sienta la cabeza, Seamos felices (1929), Topacio (1929), La hora del diablo (1930), Triangulo (1930).

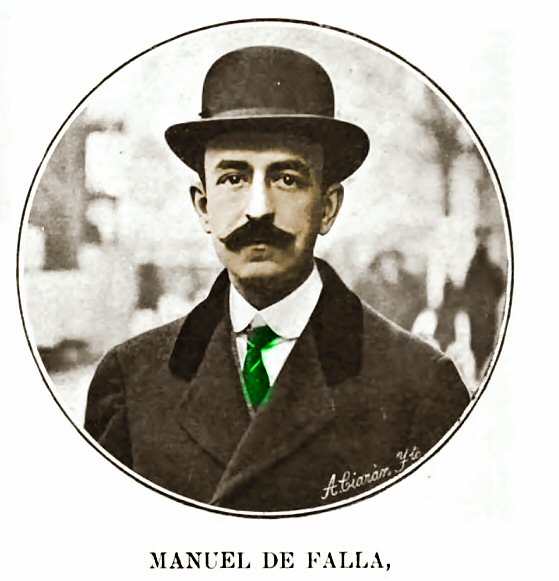
Il compositore spagnolo Manuel de Falla, con cui collaborò Maria Martinez Sierra.

#### Libretti musicali
Maria iniziò la sua collaborazione con il compositore basco José María Usandizaga nel 1912, quando la Compagnia Martínez Sierra rappresentò Canción de Cuna a Santander. Nel 1914 scrisse per lui il libretto della zarzuela in tre atti Las Golondrinas (1914) e nello stesso anno produsse il libretto del dramma lirico Margot, su richiesta del compositore Joaquín Turina.
L'anno prima, a Parigi, quest'ultimo aveva fatto conoscere ai Martinez Sierra Manuel de Falla, il quale in quell'occasione scoprì che Maria era l'autrice di Granada, guía emocional, un libro di aneddoti di viaggio, saggi e informazioni pratiche sulla città andalusa, che era stata la sua fonte d'ispirazione per Noches en los jardines de España. Tornato a Madrid, il compositore spagnolo affidò alla scrittrice la stesura del libretto dell'opera El amor brujo, una “gitaneria” per canto e danza scritta per la zingara andalusa Pastora Imperio, cantante e ballerina di flamenco di grande successo. Presentata nel 1915 in anteprima al Teatro Lara di Madrid, l'opera inizialmente non riscosse molto successo, conquistato invece l'anno successivo grazie ad un ampliamento dell'orchestra che le assicurò un posto sicuro nel repertorio sinfonico. Maria scrisse anche il libretto per il balletto di De Falla Il cappello a tre punte, eseguito sotto forma di concerto a Madrid nel 1919.
La scrittrice collaborò anche con il compositore Conrado del Campo in varie opere e con molti altri autori, fra cui la compositrice e pianista María Rodrigo. Per la quantità, la qualità, e la raggiunta fama della sua produzione, Maria Martinez Sierra è considerata la più eminente librettista spagnola.

### Femminismo e politica
Femminista convinta, nel 1916 Lejárraga pubblicò sotto il nome del marito Cartas a las mujeres de España e nel 1917, Feminismo, feminidad y españolismo. Tra il 1915 e il 1916, sempre usando lo pseudonimo del marito tenne una rubrica, La mujer Moderna (1920), nella rivista Blanco y Negro. Fece parte anche della rivista Cultura integral y feminina, che ottenne un grande successo.
Tra gli anni Venti e Trenta partecipò alla fondazione di diverse associazioni femministe. Nel 1920 si recò a Ginevra come delegata spagnola all'VIII Congresso dell'International Woman Suffrage Alliance (IWSA), dove collaborò alla stesura della Carta dei diritti delle donne, in cui veniva richiesto il riconoscimento dell'uguaglianza politica, amministrativa e civile di entrambi i sessi a livello nazionale e internazionale. Fu membro attivo della Sociedad Española de Abolicionismo, partecipando a più manifestazioni.
Nel 1926 con Victoria Kent e Zenobia Camprubí partecipò alla fondazione del Lyceum Club Femenino presieduto dalla pedagosta María de Maeztu, assumendo l'incarico di direttrice della Biblioteca.
Nel 1931 si iscrisse al PSOE (Partito Socialista Operaio) e iniziò la sua attività di propagandista repubblicana, soprattutto tra le donne, sostenendo il diritto di voto. Pubblicò, firmandolo con il suo nome, La mujer española ante la república, una serie di saggi a sostegno dei diritti delle donne, i cui contenuti vennero diffusi in un ciclo di cinque conferenze svoltesi all'Ateneo di Madrid dal 4 al 18 maggio 1931, a cui parteciparono molte personalità dell'epoca. A differenza di molte sue contemporanee che rifiutarono questa definizione, Maria sostenne: "He sido, soy e seré feminista" ("Sono stata, sono e sarò femminista").
Con Pura Maortua e María Rodrigo promosse l'Asociación femenina de educación civica (Associazione delle Donne per l'Educazione Civica), conosciuta come La Civica, di cui fu la prima Presidente nel 1930. Nel 1932 pubblicò Nuevas cartas a las mujeres de España, in cui sostenne il divorzio come soluzione all'infedeltà.

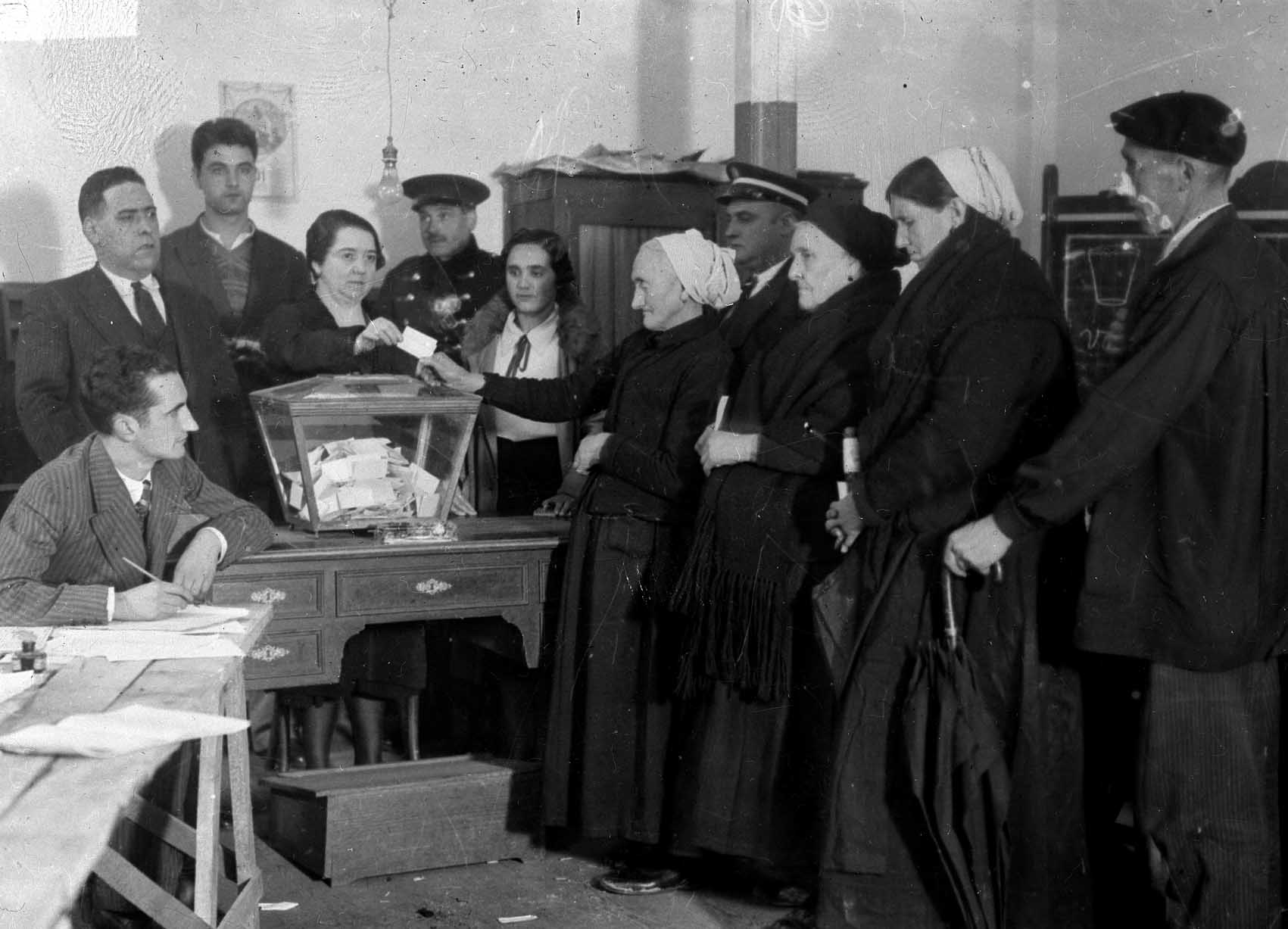
Le elezioni del 1933 furono le prime in Spagna cui furono ammesse anche le donne.

Durante il periodo di attività politica nel PSOE e fino all'esilio, Maria cessò la sua produzione drammatica. Contribuì tuttavia al rinnovamento teatrale con la creazione del Club Teatral de Cultura (Club Teatro Anfistora), una compagnia amatoriale creata nel 1933 per promuovere il nuovo teatro, diretta da Puro Maortua e con la collaborazione di Federico García Lorca. Il Club fu attivo dall'autunno del 1933 all'inizio del 1934.
Nelle elezioni generali spagnole del 1933 fu eletta al Congresso come rappresentante del PSOE (Partito Socialista Operaio) a Granada, e svolse un ruolo attivo sia nei dibattiti parlamentari, che nelle campagne condotte in varie zone del paese a sostegno delle riforme sociali e legislative. A metà del 1933 il Comitato mondiale contro la guerra e il fascismo inviò una delegazione in Spagna per contattare le donne interessate a formare una sezione locale. Dolores Ibárruri, Encarnación Fuyola, Lucía Barón e Irene Falcón formarono il Comitato nazionale delle donne contro la guerra e il fascismo e María Lejárraga le aiutò a contattare per questa causa donne repubblicane e socialiste e prese parte alla redazione della rivista Mujeres pubblicata da questa associazione.
Si dimise dall'incarico parlamentare nel 1934, a seguito della dura azione intrapresa dal governo contro lo sciopero dei minatori asturiani. All'inizio della guerra civile spagnola fu inviata in Svizzera dal governo repubblicano come addetta commerciale del Ministero dell'Agricoltura, Industria e Commercio. Nel 1937 venne nominata segretaria della delegazione del governo spagnolo alla XXIII Conferenza dell'Organizzazione internazionale del lavoro, incarico che le fu ritirato nel mese di maggio, con il cambio di governo. Quando Largo Caballero, costretto alle dimissioni, venne sostituito da Juan Negrín, lasciò la Spagna e si trasferì nella sua casa vicino a Nizza.

### Esilio e morte
María Lejárraga visse a Nizza dal 1938 al 1950. Riprese a scrivere nel 1948, un anno dopo la morte del marito e una complicata operazione di cataratta. Il libro di memorie che la impegnò dal 1948 al 1950, inizialmente intitolato España triste, venne poi pubblicato a Buenos Aires nel 1952 con il nuovo titolo Una mujer por el camino de España, scelto per andare maggiormente incontro ai gusti del pubblico statunitense, dove inizialmente si prevedeva sarebbe stato pubblicato.
Dopo il 1950 si recò negli Stati Uniti, prima a New York, poi in California, dove incontrò i produttori di Hollywood. Scrisse una commedia per bambini, Merlín y Vivian o la gata egoísta y el perro atontado, che venne respinta e in cui sono state riscontrate alcune somiglianze con il film Lilli e il vagabondo.
Disincantata, si recò in Messico dove tradusse per gli editori Aguilar e Grijalbo e collaborò con diverse riviste. Per problemi di salute nel 1953 si trasferì in Argentina, a Buenos Aires.
Negli anni Cinquanta videro la luce le due sue opere autobiografiche, firmate entrambe con il suo nome: Una mujer por el camino de España (Buenos Aires, 1952), in cui narrò la sua attività di propagandista durante la Seconda Repubblica, nel periodo tra il 1931 e il 1936 in cui come candidata del PSOE per Granada visitò diverse città spagnole, e Gregorio y yo, medio siglo de colaboracion (Messico, 1953). In quest'ultimo libro Maria racconta la storia della collaborazione intellettuale con il marito, in risposta anche alla rivendicazione, da parte della figlia di questi, avuta con l'attrice Catalina Bárcena, dei diritti esclusivi delle opere pubblicate da Gregorio Martínez Sierra.
Continuò a scrivere fino alla morte, avvenuta in una casa di riposo di Buenos Aires il 28 luglio 1974, in condizioni di povertà, sei mesi prima del suo centesimo compleanno.

## Paternità delle opere
Il problema della paternità delle opere firmate sotto il nome di Gregorio Martínez Sierra, quali di esse siano state scritte in tutto o in parte dall'autore dichiarato, e quali debbano essere attribuite a Maria Lejárraga, è stato a lungo oggetto di dibattito e di opposte conclusioni, risolto solo in parte dalla scoperta di una scrittura privata firmata da Gregorio Martinez Sierra nel 1930 alla presenza di due testimoni, e resa pubblica dopo la sua morte nel 1947, con la quale lo scrittore dichiarava di aver scritto tutte le sue opere in collaborazione con Maria ("Dichiaro ai fini legali che tutte le mie opere sono state scritte in collaborazione con mia moglie, doña María de la O Lejárraga García").
Oltre agli scritti autobiografici di quest'ultima, in particolare Gregorio y yo che ripercorre la storia della relazione della "coppia autore", il contributo di Lejárra è emerso con evidenza dai numerosi studi, alcuni dei quali hanno sottolineato come la questione della paternità delle opere teatrali firmate da Gregorio Martinez Sierra rappresentasse già per i contemporanei un "segreto di Pulcinella". Il critico Ricardo Gullón ha definito la firma Gregorio Martínez Sierra "qualcosa di spersonalizzato, come quello di un'azienda commerciale", nella quale ognuno dei due scrittori svolgeva compiti precisi e distinti: Maria si dedicava alla scrittura e a "documentarsi"; il marito, "irresistibilmente attratto dalla regia e dalla vita letteraria, si occupava di questo e di quelle attività che potremmo chiamare pubbliche relazioni della ragione sociale GMS".
Dagli ultimi decenni del Novecento sono stati prodotti studi specifici sull'opera di Maria Martinez Sierra, a partire da quelli della docente statunitense Patricia W. O'Connor che ha contribuito a far luce sulla sua figura di scrittrice, drammaturga, traduttrice e sul ruolo svolto all'interno della "ragione sociale Gregorio Martinez Sierra".
Ugualmente indagate sono stati i motivi della scelta di Lejárraga di usare lo pseudonimo del marito per firmare i propri lavori, compresi gli scritti femministi pubblicati fra il 1916 e il 1932, spesso ritenuti una contraddizione con i principi da lei sostenuti.
La studiosa Antonina Rodrigo ha interpretato tale decisione come un atto d'amore romantico (Maria scrisse di aver volontariamente pubblicato sotto il nome di Gregorio Martínez Sierra "como cifra de nuestra común ilusión juvenil" (trad.: "come segno della nostra comune illusione giovanile"). e di sottomissione alla volontà del marito, definito un "predatore" che l'avrebbe ridotta a schiava. Nelle sue memorie Maria Lejarraga avrebbe inoltre attribuito questa decisione, oltre che a una forma di giovanile romanticismo, alla freddezza con la quale la sua stessa famiglia aveva accolto i suoi primi esiti letterari.
Alda Blanco ha visto invece nell'anonimato di Maria un atto di libertà e non di oppressione, messo in atto dall'autrice per esprimere la sua vocazione letteraria senza incorrere nello stigma sociale che in quel contesto storico colpiva le donne scrittrici, condanna alla quale la stessa Lejárraga aveva dichiarato di volersi sottrarre: "No quería empañar la limpieza de mi nombre con la dudosa fama que en aquella época caía como sambenita casi desonhroso sobre toda mujer "literata" (trad.: "non volevo offuscare la purezza del mio nome con la dubbia fama che in quell'epoca colpiva come un marchio d'infamia quasi disonorevole la donna "letterata").
Altri studi hanno sottolineato come Lejárraga fosse interessata principalmente "all'atto di scrivere" e aborrisse il lavoro imprenditoriale e di promozione, di ricerca e mantenimento dei contatti con attori, collaboratori e critici che si svolgeva a lato delle produzioni teatrali, attività nelle quali invece il marito si muoveva liberamente e con indiscussa capacità. Dirà di lei Vanessa Monfort, la scrittrice e drammaturga che nel 2020 ne racconterà la storia nel romanzo La mujer sin nombre: «Non aveva quel desiderio di notorietà cui aspira un autore, le piaceva stare seduta in un palchetto con il suo amico perfetto, Juan Ramón Jiménez, e guardarli eccitarsi per una sua commedia in un teatro nazionale pieno di stendardi».

## Opere letterarie firmate con il suo nome
- 1899: Cuentos breves: lecturas recreativas para niños.
- 1931: La mujer española ante la república.
- 1954: Viajes de una gota de agua (commedia).
- 1960: Fiesta en el Olimpo y otras diversiones menos olímpicas (collezione di commedie).

### Autobiografie
- 1952: Una mujer por el camino de España (Buenos Aires).
- 1953: Gregorio y yo, medio siglo de colaboracion (Messico).